# 치키티타스 (2013년 텔레노벨라)
《치키티타스》(포르투갈어: Chiquititas)는 2013년부터 2015년까지 방영된 브라질의 텔레노벨라이다. 지난 1995년 동명의 아르헨티나 텔레노벨라를 원작으로 한 작품이다.